# 1921 aux Territoires du Nord-Ouest
Chronologie des Territoires du Nord-Ouest
- 1917
- 1918
- 1919
- 1920
- 1921
- 1922
- 1923
- 1924
- 1925

Cette page concerne les événements survenus en 1921 dans le territoire canadien des Territoires du Nord-Ouest.

## Politique
- Premier ministre : William Wallace Cory (Commissaire en gouvernement)
- Commissaire :
- Législature :

## Événements
- 27 juin : Début de la signature du dernier des Traités numérotés, le Traité 11 (en)[1], entre le roi et les premières nations des Territoires du Nord-Ouest (fin de la signature le 12 juillet 1922).
- La population du territoire est de 8 143 habitants[réf. souhaitée].